# IC 5119
IC 5119 ist eine Spiralgalaxie vom Hubble-Typ Sa im Sternbild Pegasus nördlich des Himmelsäquators. Sie ist schätzungsweise 246 Millionen Lichtjahre von der Milchstraße entfernt und hat einen Durchmesser von etwa 60.000 Lj.
Das Objekt wurde am 26. Oktober 1897 von Stéphane Javelle entdeckt.